# Albit
Albitul este un feldspat plagioclaz cu formula chimică NaAlSi3O8. Este un tectosilicat, iar culoarea sa este de obicei alb-pură, de unde provine și denumirea mineralului.

## Caracteristici
Albitul cristalizează în sistemul triclinic. Densitatea specifică este de aproximativ 2,62 și are o duritate de 6 sau 6,5 pe scara Mohs.

## Origini și răspândire
Albitul se găsește în masele granitice sau pegmatitice sau în depozite hidrotermale și șisturi verzi metamorfice din roci cu compoziție bazaltică.

## Istoric
Albitul a fost descoperit pentru prima oară în anul 1815 în Finnbo, Falun, Dalarna, Suedia. Numele provine din limba latină (albus = alb) și face referire directă la culoarea tipică a eșantioanelor pure de albit.